# 国会開設の詔

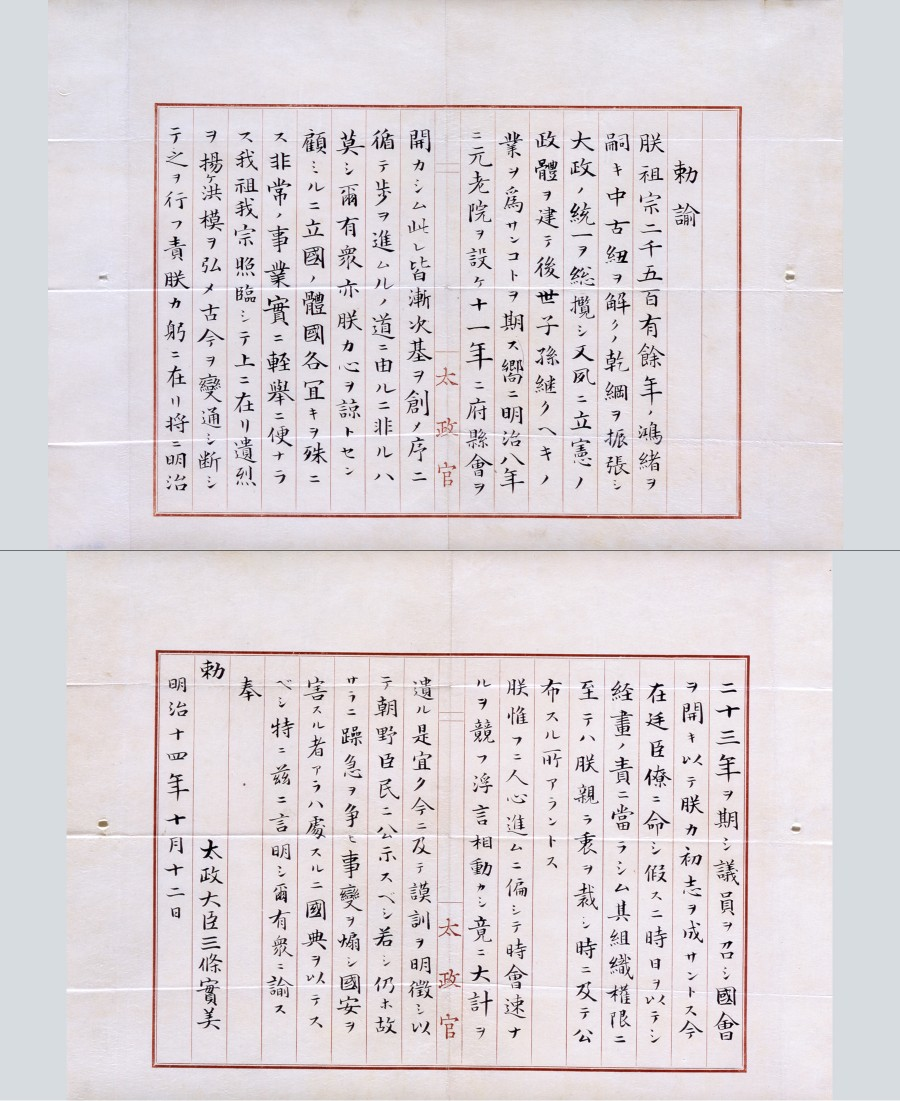
国会開設の詔

国会開設の詔（こっかいかいせつのみことのり）または国会開設の勅諭（こっかいかいせつのちょくゆ）は、1881年（明治14年）10月12日に、明治天皇が出した詔勅。1890年（明治23年）を期して、議員を召して国会（議会）を開設すること、欽定憲法を定めることなどを表明した。官僚の井上毅が起草し、太政大臣の三条実美が奉詔。

## 経緯
自由民権運動興隆の状況を目にした参議の山縣有朋が、1879年（明治12年）、民心安定のために国会開設が必要だとの建議を提出したのをきっかけに、政府は参議全員に意見書の提出を求めたが、それに対し、伊藤博文は条約改正を視野に入れ、そのためには将来的に立憲政体の導入が必要だとの意見書を提出している。
1881年（明治14年）、開拓使官有物払下げ事件が明るみに出たことに対して、参議の大隈重信は新聞も用いて開拓長官の黒田清隆を鋭く批判、早期の国会開設を主張した。イギリス流議院内閣制に基づく憲法の制定と国会の一刻も早い開設を主張する大隈とドイツ流の君主大権を残したビスマルク憲法を範とすべきと主張し、国会開設は時期尚早であり立憲政体の整備は漸進的に進めるべきだとする伊藤が対立し、伊藤が大隈を政府から追放する事件（明治十四年の政変）に発展した。これは大久保利通暗殺後の政府部内の主導権争いでもあったが、世論がこの事件に対して激化、民権運動はさらに高揚の様相を呈したため、政府は、近い将来の議会制度確立を約束して、運動の尖鋭化を抑えようとしたものであった。
これによって激化していた民権運動は抑えられたが、首相が暗殺されるなど事件のきっかけにもなった。